# Jesper Lützen
Jesper Lützen (Svendborg, 8 de outubro de 1951) é um historiador da matemática e historiador da ciência dinamarquês.

## Vida
Lützen obteve o bacharelado em matemática na Universidade de Aarhus, onde obteve um doutorado em 1980, orientado por Kirsti Andersen. No mesmo ano foi pesquisador convidado na Universidade Yale (trabalhando com Asger Aaboe) e foi professor temporário na Universidade de Odense e a partir de 1985 lecionou na Universidade de Copenhague, onde obteve em 1990 a habilitação (Doctor Scientiarum). É desde 1989 docente e desde 2005 professor de história da matemática na Universidade de Copenhague. Foi dentre outros pesquisador visitante em Utrecht (trabalhando com Henk Bos), Paris, no Dibner Institute do Instituto de Tecnologia de Massachusetts e no Instituto Mittag-Leffler, no Instituto de Tecnologia da Califórnia, na Universidade da Califórnia em Santa Bárbara e na Universidade de Toronto.
Lützen investigou a história da teoria das distribuições (antes de sua introdução formal por Sergei Sobolev em 1936 e Laurent Schwartz em 1950), Joseph Liouville (cuja biografia escreveu) e Heinrich Hertz e sua mecânica. A história da teoria das distribuições foi ao mesmo tempo tema de sua tese.
Foi palestrante convidado do Congresso Internacional de Matemáticos em Quioto (1990: The birth of spectral theory- Joseph Liouville´s contributions).
É coeditor dos periódicos History of Exact Sciences, Historia Mathematica e Revue d´histoire de Mathématique bem como da série de livros Arkimedes e Sources and studies in the history of mathematics and physical sciences (Springer Verlag).

## Obras
- Mechanistic images in geometric form: Heinrich Hertz´s principles of mechanics, Oxford University Press 2005
- The prehistory of the theory of distributions, Studies in the history of mathematics and the physical sciences, Volume 7, Springer Verlag 1982
- Joseph Liouville 1809-1882. Master of pure and applied mathematics, Springer Verlag 1990
- Heaviside´s operational calculus and the attempts to rigorise it, Archive for history of exact sciences, Volume 21, 1979, p. 161–200 doi:10.1007/BF00330405
- com Henk Bos, Kirsti Andersen Træk af den matematiske analyses historie: En antologi af kilder og sekundær litteratur, Center for Vidensskabstudier, Universität Aarhus, 1987
- com Bos, Andersen Træk af den ikke-euklidiske geometris historie, Universität Aarhus, Center for Vidensskabstudier
- Interactions between mechanics and differential geometry in the 19th century, Archive for History of Exact Sciences, Volume 49, 1995, p. 1–72.